# Filigrana

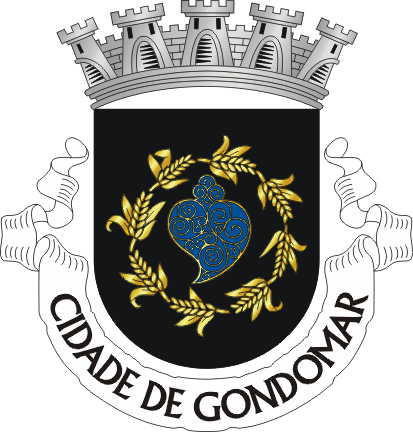
Brasão municipal de Gondomar, mostrando um coração de filigrana.

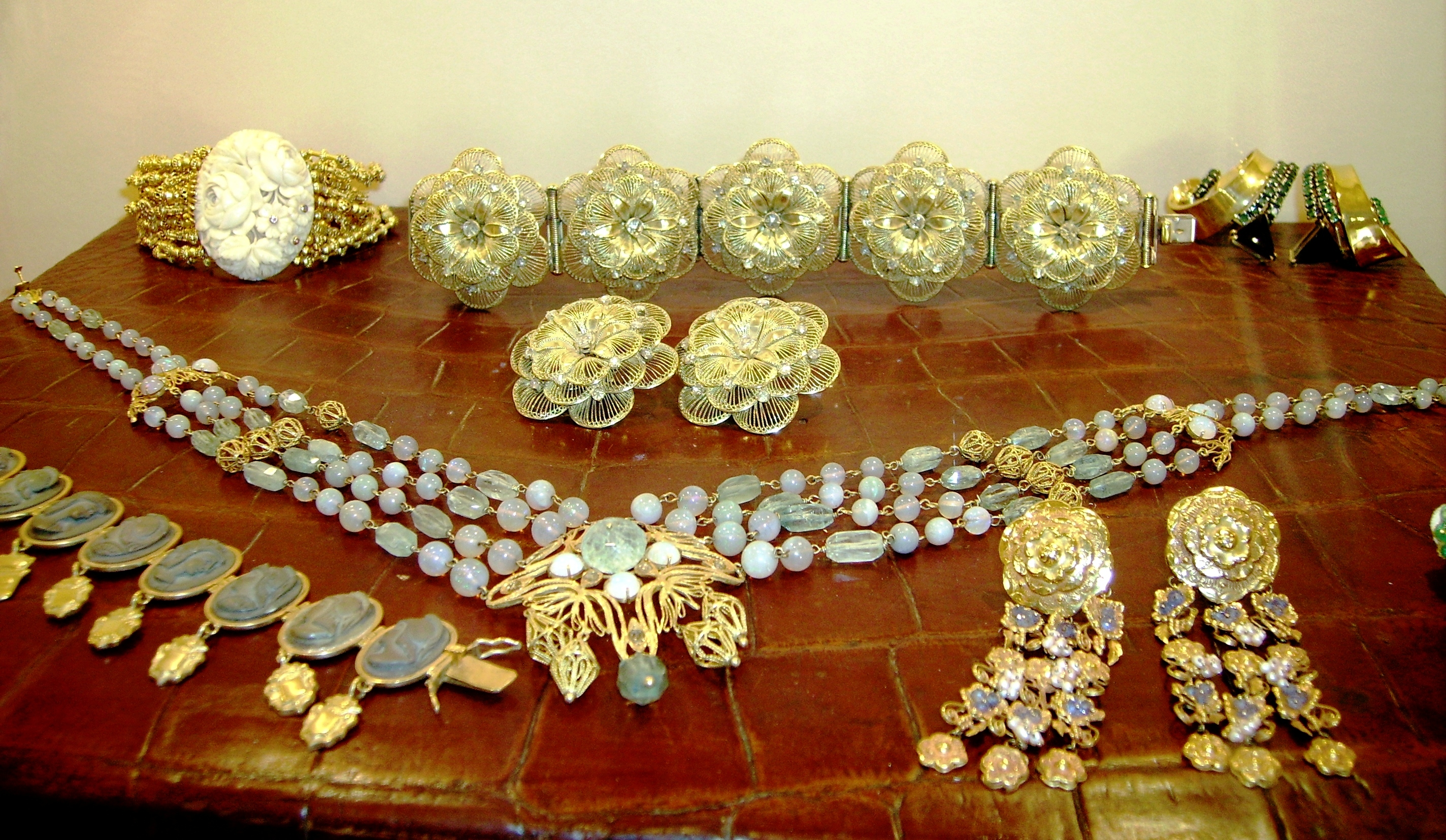
Objectos de filigrana

Filigrana é um trabalho ornamental feito de fios muito finos e pequeninas bolas de metal, soldadas de forma a compor um desenho. O metal é geralmente ouro ou prata, mas o bronze e outros metais também são usados. A filigrana foi utilizada na joalharia desde a Antiguidade greco-romana, sendo ainda empregada em grande variedade de objetos decorativos.
Actualmente, as peças de filigrana podem ser encontradas com enorme visibilidade na Região Norte de Portugal, usadas frequentemente no conjunto do vestido de noiva tradicional e, ainda, no traje feminino dos ranchos folclóricos do Minho.
O termo também é utilizado de forma figurada para definir detalhamentos presentes em uma legislação.
São chamadas de filigranas aqueles pequenos detalhes de determinada lei, que muitas vezes podem passar despercebidos para a grande maioria de leitores, mas que ao olhar de um experiente jurista podem modificar totalmente a aplicação desta mesma lei ou regulamento.

## Filigrana da Póvoa de Lanhoso

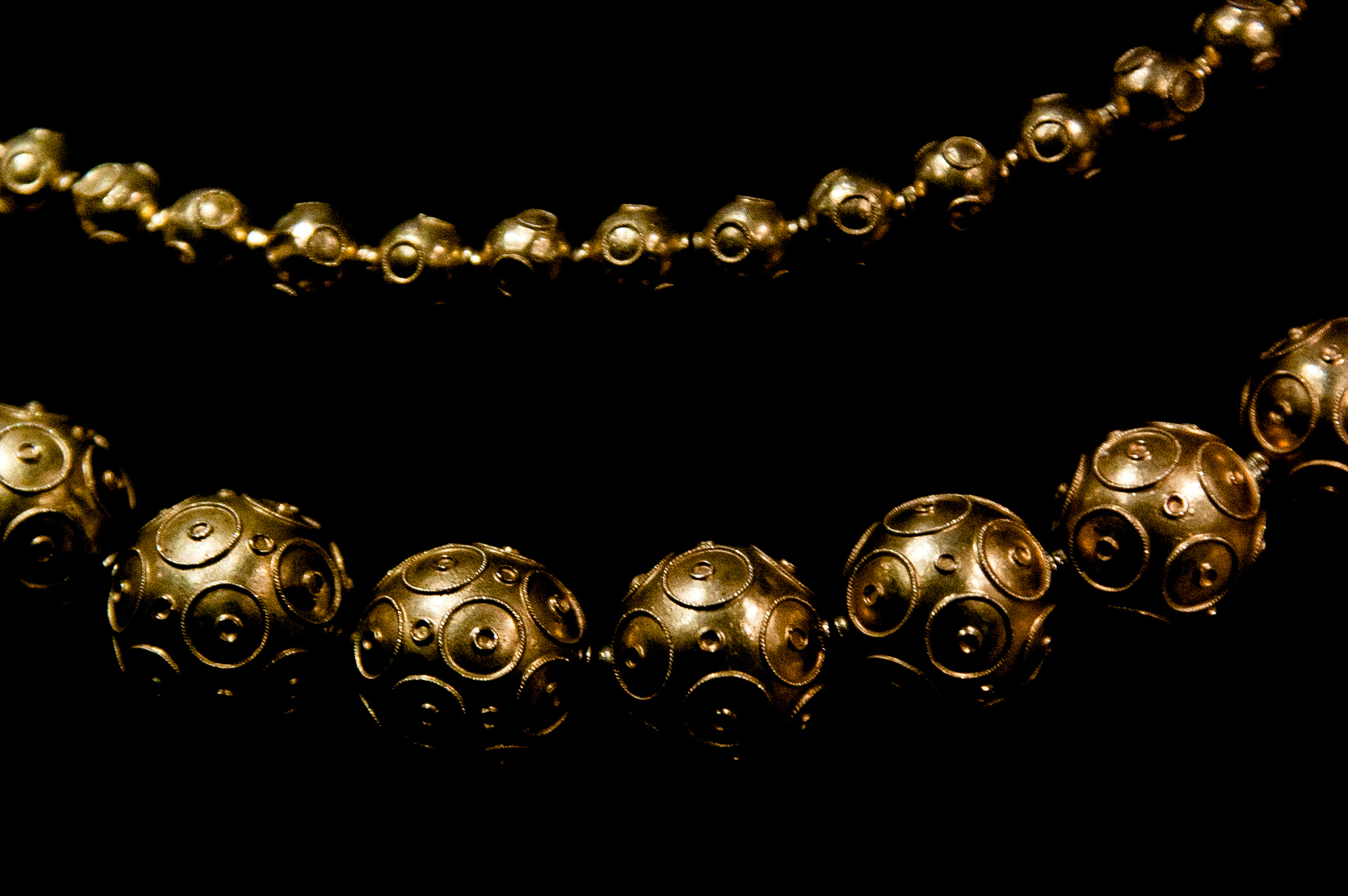

O ouro deriva do latim, (aurum, brilhante) é um metal, que como a prata e a platina, pertencem ao grupo dos metais nobres, resistentes à acção da água e do oxigénio do ar, assim como da grande maioria de compostos químicos. À temperatura ambiente, apresenta-se no estado sólido. O ouro vem em barra e depois é transformado para se poder trabalhar, para se fazer as peças ao ouro junta-se uma liga que é constituída por prata e cobre, para que o mesmo fique mais duro que é para ao realizar as peças elas não se partirem.
O ouro português tem 19,2 quilates, o ouro puro tem 24 quilates. Sabemos também que o ouro é mais denso do que a prata.
A presença do ouro e os gostos das populações locais, fizeram com que se produzissem peças de ouro com características muito próximas, os torques e outras peças próprias da cultura castreja. A abundância de metais preciosos permitiu que aqui se desenvolvesse uma rica ourivesaria, fazendo destas terras uma das regiões privilegiadas de todo Mundo Antigo.A arte do ouro é conhecida nas terras de Lanhoso pelas suas características próprias, únicas no mundo da ourivesaria. Preservando um forte cunho artesanal assumindo-se como uma atividade importante na economia da região, a arte da filigrana representa todo um valioso património.   

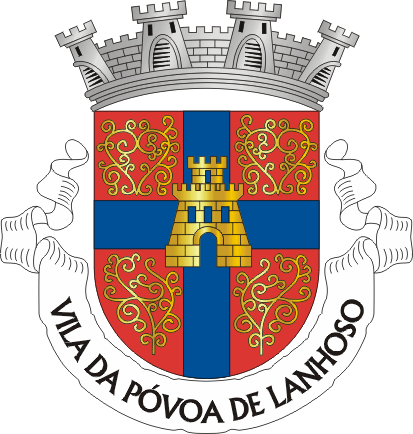
Brasão da Póvoa de Lanhoso

Dentro desta geografia do ouro no norte de Portugal, a Póvoa de Lanhoso é considerada a terra do ouro. É aqui que muitos artesãos trabalham delicados fios de ouro, desde há longos anos. É chamada a arte da filigrana. Com esses finos fios de ouros entrançados (também podem ser de prata e até outros metais), os artesãos produzem anéis, brincos, pulseiras, colares entre outros. A filigrana “de olhete” (nome derivado do orifício no centro de cada espiral de fio de ouro) é unicamente produzida em Travassos e Sobradelo da Goma, com ela, os artífices fabricam trancelins, argolas, relicários, cruzes, entre outros. 
A filigrana é a arte de trabalhar o ouro e a prata através de delicados fios destes materiais, finamente entrelaçados que acabam por formar peças elaboradas e variados modelos. Existem dois tipos de filigrana: a filigrana de aplicação, utilizada para decoração e a filigrana de integração que constrói o próprio objeto unicamente em filigrana. Os fios são torcidos, batidos e levados ao lume para ficarem moles e finos de seguida são limpos e ficam prontos para os artesãos.   

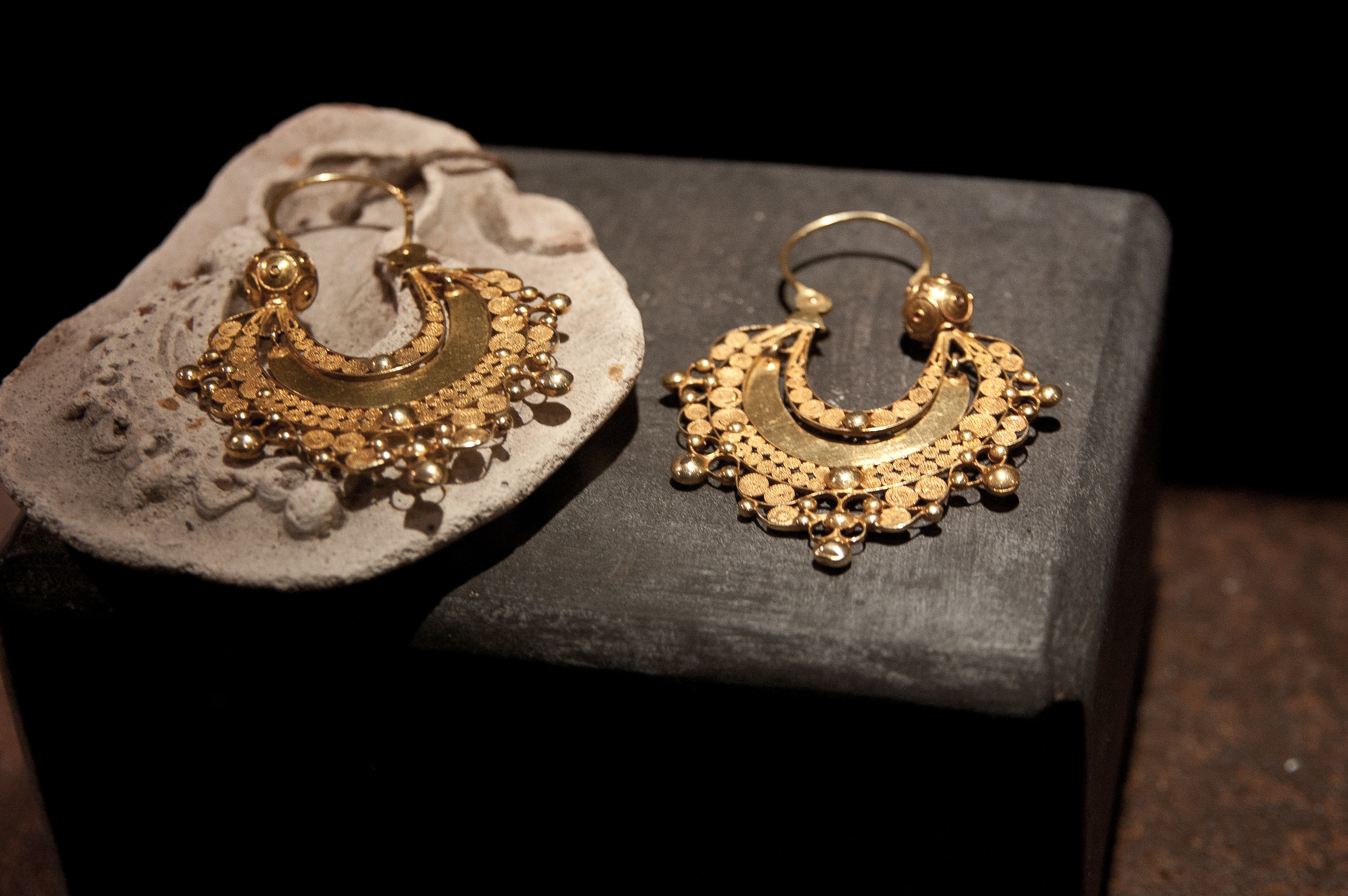

Hoje em dia, a Póvoa de Lanhoso é conhecida a nível nacional como a capital da filigrana. As pessoas que trabalham neste ofício fazem-no geralmente em pequenas oficinas, que se dedicam à produção de pequenas quantidades de peças vocacionadas para modelos e técnicas de grande tradição. 
É por causa desta arte que existe um museu em Travassos, chamado Museu do Ouro na Casa da Alfena. O museu é um espaço que pretende refletir e promover a identidade de uma comunidade ligada ao trabalho do ouro, desde tempos ancestrais. Este resulta dos esforços de um ourives de Travassos que ao longo de cinquenta anos de atividade foi recolhendo objetos de ouro, utensílios, mobiliário e bibliografia relativos à arte. O museu do Ouro está instalado numa antiga oficina de ourivesaria da casa de Alfena, hoje convertida numa unidade de turismo de habitação e faz parte de um conjunto de oficinas, a mais recente das quais data de 1742.
A filigrana da Póvoa de Lanhoso tem características muito especiais. A palavra filigrana deriva do latim FILUM que significa fio e GRANUM, que quer dizer grão. Uma tradução literal leva-nos a concluir que se trata de um fio granulado. Esta definição surge pela aparência granulada que pode apresentar a superfície de algumas peças clássicas, já que os fios de metal se vão envolvendo para serem acomodados na área que se deseja trabalhar. Uma das particularidades desta filigrana advém das ferramentas que os ourives utilizam. Muitas são as peças de ourivesaria tradicional em filigrana produzidas nesta vila, sendo as mais conhecidas no exterior, as de caráter tradicional, muito ligadas aos trajes tradicionais do Minho.  
A filigrana é inteiramente feita à mão e exige dos ourives o mais alto grau de paciência, imaginação e habilidade. Esta arte é uma arte minuciosa e aqueles que a sabem trabalhar, desenvolvem um grande gosto em cada trabalho concluído.
O poder criativo e sensibilidade artística destes artífices são inúmeros, tendo sido já usados em áreas muito diferentes da joalharia.
A partir do séc. XVII, a filigrana portuguesa começou a construir um imaginário próprio e moldes muito diferentes de qualquer outra filigrana. A filigrana portuguesa representa maioritariamente a natureza, a religião e o amor:
- o mar é representado com peixes, conchas, ondas e barcos;
- a natureza é a inspiração das flores, dos trevos e das grinaldas;
- com motivos religiosos, encontramos as cruzes, como a cruz de Malta, e os relicários. Mais recentemente, as medalhas com santos, anjos e figuras religiosas;
- o amor, claro, é a inspiração de todos os corações em filigrana.

Outros símbolos icónicos da nossa filigrana têm uma origem histórica ou não totalmente clara.

### Coração de viana
Ao contrário do que se poderia pensar, o propósito primeiro do Coração de Viana não foi ser um símbolo de amor, mas sim um símbolo de dedicação e de culto do Sagrado Coração de Jesus. Terá sido a rainha D. Maria I que, grata pela “bênção” de lhe ter sido concedido um filho varão, mandou executar um coração em ouro.

### Brincos rainha
É quase unânime que os brincos rainha apareceram em Portugal durante o reinado da Rainha D. Maria I (1734 - 1816). A origem do nome, essa, parece remontar ao reinado de D. Maria II (1819 - 1853), que usou um par destes brincos numa visita a Viana do Castelo em 1952. Depois desta visita, popularizaram-se como símbolo de riqueza e de status e ganharam o nome “brincos rainha”. Noutras zonas do Minho, é ainda conhecido como “à moda da rainha”, “de mulher fidalga” ou “mulher rica”.

### Arrecadas
As arrecadas começaram por ser os brincos da população mais humilde e que as classes mais privilegiadas começaram a imitar. Na sua origem estavam as arrecadas Castrejas, com inspiração no quarto crescente da lua.

### Colares de contas
As contas de Viana descendem das contas gregas: são ocas por dentro, o que as torna leves, e perfeitamente esféricas. Distinguem-se, no entanto, pelo fio em filigrana e por um pequeno ponto ao centro.